# Ineu
Ineu (veraltet Boroșineu oder Ienopolea; deutsch veraltet Jenopol, ungarisch Borosjenő, serbokroatisch Јенопоље Jenopolje) ist eine Stadt im Kreis Arad, im Kreischgebiet, im Westen Rumäniens.

## Geographische Lage

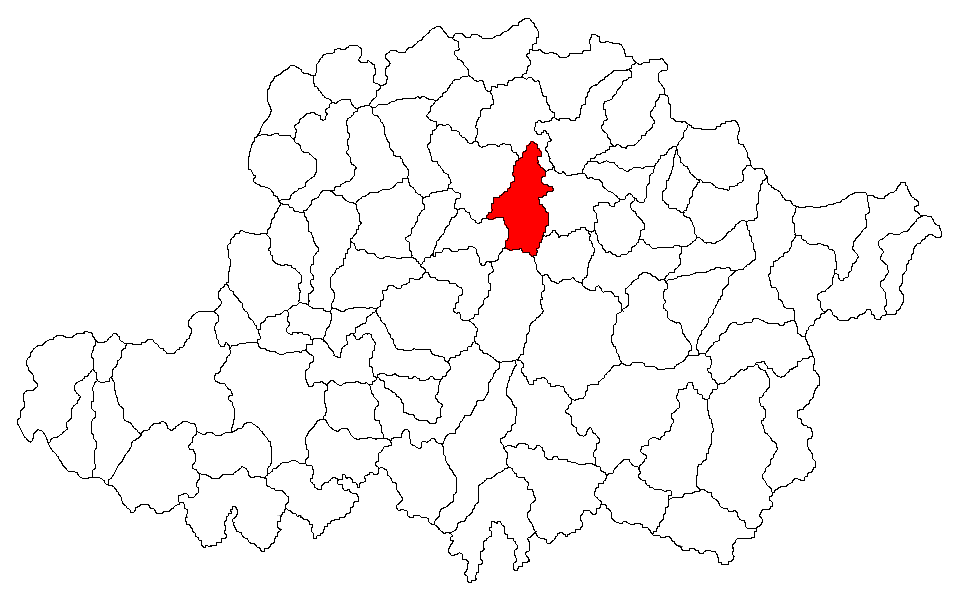
Lage von Ineu im Kreis Arad

Ineu liegt im Westen Rumäniens, am westlichen Rand des Apuseni-Gebirges, beidseits des Flusses Crișul Alb (Weiße Kreisch). Die Kreishauptstadt Arad befindet sich etwa 50 km südwestlich.

## Geschichte
Die Geschichte von Ineu ist eng verbunden mit der Burg, die 1295 erstmals erwähnt wurde. Die Burg war zur Zeit des Königreichs Ungarn Zentrum einer großen Feudalherrschaft, zu der zeitweise 51 Dörfer gehörten. Nach der Schlacht bei Mohács wurde der Ort 1541 Teil des Fürstentums Siebenbürgens. 1566 eroberten die Türken Ineu. 1595 erlangte Siebenbürgen, 1599 kurzzeitig der walachische Fürst Mihai Viteazul die Kontrolle über den Ort, bevor dieser wieder Teil Siebenbürgens wurde. Durch den Frieden von Karlowitz gelangte Ineu 1699 an Österreich-Ungarn. Nachdem durch den Frieden von Passarowitz (1718) Ineu nicht mehr in Grenznähe lag, verlor es an Bedeutung; die Burg verfiel. Im 19. Jahrhundert entwickelte sich Ineu zu einem lokalen wirtschaftlichen Zentrum. 1849 wurde der Ort während der Ungarischen Revolution von russischen Truppen besetzt. 1870 wurde die Burg im neoklassischen Stil restauriert. 1877 erhielt Ineu Anschluss an das Eisenbahnnetz. Nach dem Ersten Weltkrieg kam es an Rumänien.

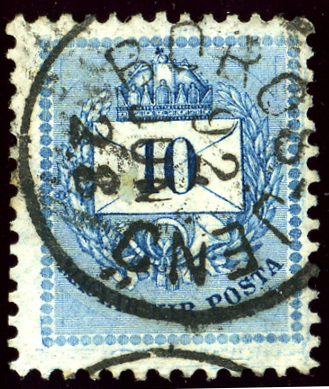
Ungarische Abstempelung in 1892

1967 bekam Ineu den Status einer Stadt zuerkannt.
Die wichtigsten Erwerbszweige sind Landwirtschaft, Vieh- und Fischzucht, Textil- und Elektroindustrie.

## Bevölkerung
1850 wohnten auf dem Gebiet der heutigen Stadt 5834 Personen, davon 3374 Rumänen, 1550 Ungarn, 262 Deutsche und 229 Slowaken. 1992 erreichte die Bevölkerungszahl mit 10.915 ihren Höhepunkt und ist seitdem tendenziell rückläufig. Bei der Volkszählung 2002 wurden in Ineu 10.207 Einwohner registriert, darunter 8740 Rumänen, 860 Ungarn, 517 Roma, 47 Deutsche und 29 Slowaken. 9312 Personen lebten in der eigentlichen Stadt, Ineu im engeren Sinne, 895 im eingemeindeten Ort Mocrea. 2011 wurden auf dem Gebiet der Stadt 9260 Menschen registriert. 7715 davon waren Rumänen, 593 Magyaren, 528 waren Roma, 30 Deutsche, je sieben bekannten sich als Slowaken und Juden, vier Italiener, drei Ukrainer und restliche machten keine Angaben zu ihrer Ethnie.

## Verkehr
Ineu besitzt einen Bahnhof an der Strecke von Arad nach Brad. In der Stadt zweigt außerdem eine Nebenbahn nach Cermei ab. In die genannten Orte fahren mehrmals täglich Nahverkehrszüge. Von Bedeutung ist außerdem der Busverkehr (regelmäßige Verbindungen nach Oradea).

## Freizeitsport
Um den ehemaligen Flugplatz Mocrea zu reaktivieren, wurde der „Aero-Club Ineu“ gegründet. Der Verein hat sich zum Ziel gesetzt den Luftsport in der Region um Ineu auszubauen. Vorgesehen ist auch die Gründung einer Flugschule, um für alle, die am Fliegen interessiert sind, eine entsprechende Ausbildung zu bieten.

## Sehenswürdigkeiten
- Die Burg, im 17. Jahrhundert errichtet, und Teile des Stadtzentrums sind denkmalgeschützt.[9]
- Die Burg Solymosy in Mocrea, im 19. Jahrhundert errichtet, heute Psychiatrie-Klinik, steht unter Denkmalschutz.[9]
- Erholungsgebiet Dealul Viilor

## Persönlichkeiten
- Đorđe Branković (1645–1711), serbisch-siebenbürgischer Graf